# Yoshihiko Noda

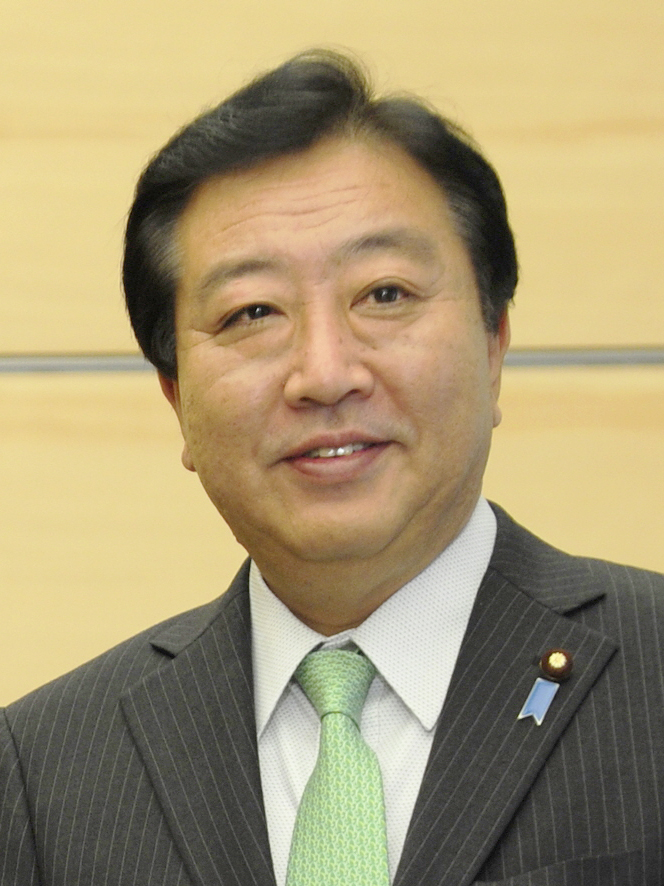
Yoshihiko Noda (2011)

Yoshihiko Noda (jap. 野田 佳彦 Noda Yoshihiko; * 20. Mai 1957 in Funabashi, Präfektur Chiba) ist ein japanischer Politiker (parteilos→NJP→NFP→DPJ→DFP→parteilos→KDP), Abgeordneter im Shūgiin, dem Unterhaus des nationalen Parlaments, für den 14. Wahlkreis Chiba und seit 2024 KDP-Vorsitzender. Von September 2011 bis Dezember 2012 war er Vorsitzender der Demokratischen Partei und in US-Zählung der 62./in Japan der 95. Premierminister von Japan. Von 2016 bis 2017 war er Generalsekretär der Demokratischen Fortschrittspartei und von Januar bis September 2019 war er Fraktionsvorsitzender des Shakaihoshō o tatenaosu kokumin kaigi, einer Fraktion, die 2017 um erfahrene Mitglieder der Demokratischen Fortschrittspartei gegründet wurde, denen der Beitritt zur Partei der Hoffnung verwehrt blieb.

## Leben

### Werdegang
Noda wurde als Sohn eines Angehörigen der Selbstverteidigungsstreitkräfte geboren. Er studierte an der Waseda-Universität, anschließend absolvierte er das Matsushita Seikei Juku (松下政経塾, engl. Matsushita Institute of Government and Management). 1987 wurde er als Unabhängiger ins Präfekturparlament Chiba gewählt, 1991 im Amt bestätigt. 1992 beteiligte er sich an der Gründung der Neuen Japan-Partei von Morihiro Hosokawa, für die er 1993 im 1. Wahlkreis Chiba (fünf Mandate) für das Shūgiin kandidierte. Er erzielte aus dem Stand den höchsten Stimmenanteil. Von 1996 bis 2021 kandidierte er im neuen Einzelwahlkreis Chiba 4, der seine Heimatstadt Funabashi umfasste und den er 1996 als Kandidat der Neuen Fortschrittspartei knapp mit 105 Stimmen verlor, danach ab 2000 bis einschließlich 2021 achtmal in Folge gewann. In der Demokratischen Partei entwickelte sich mit der Noda-Gruppe (offiziell Kaseikai) eine eigene Faktion um ihn.
2002 kandidierte Noda bei der Wahl zum Parteivorsitz. 2003 war er unter dem Parteivorsitzenden Naoto Kan Vorsitzender des Komitees für Parlamentsangelegenheiten, 2005 berief ihn Seiji Maehara erneut auf diesen Posten.
2009 wurde Noda nach der Regierungsübernahme durch die Demokraten Staatssekretär (Fuku-Daijin, „Vizeminister“) im Finanzministerium unter Hirohisa Fujii im Kabinett Yukio Hatoyama. Nachdem Naoto Kan, der Fujii zuvor als Finanzminister ersetzte, am 8. Juni 2010 Premierminister wurde, berief er Noda als Finanzminister in sein Kabinett.

### Premierminister

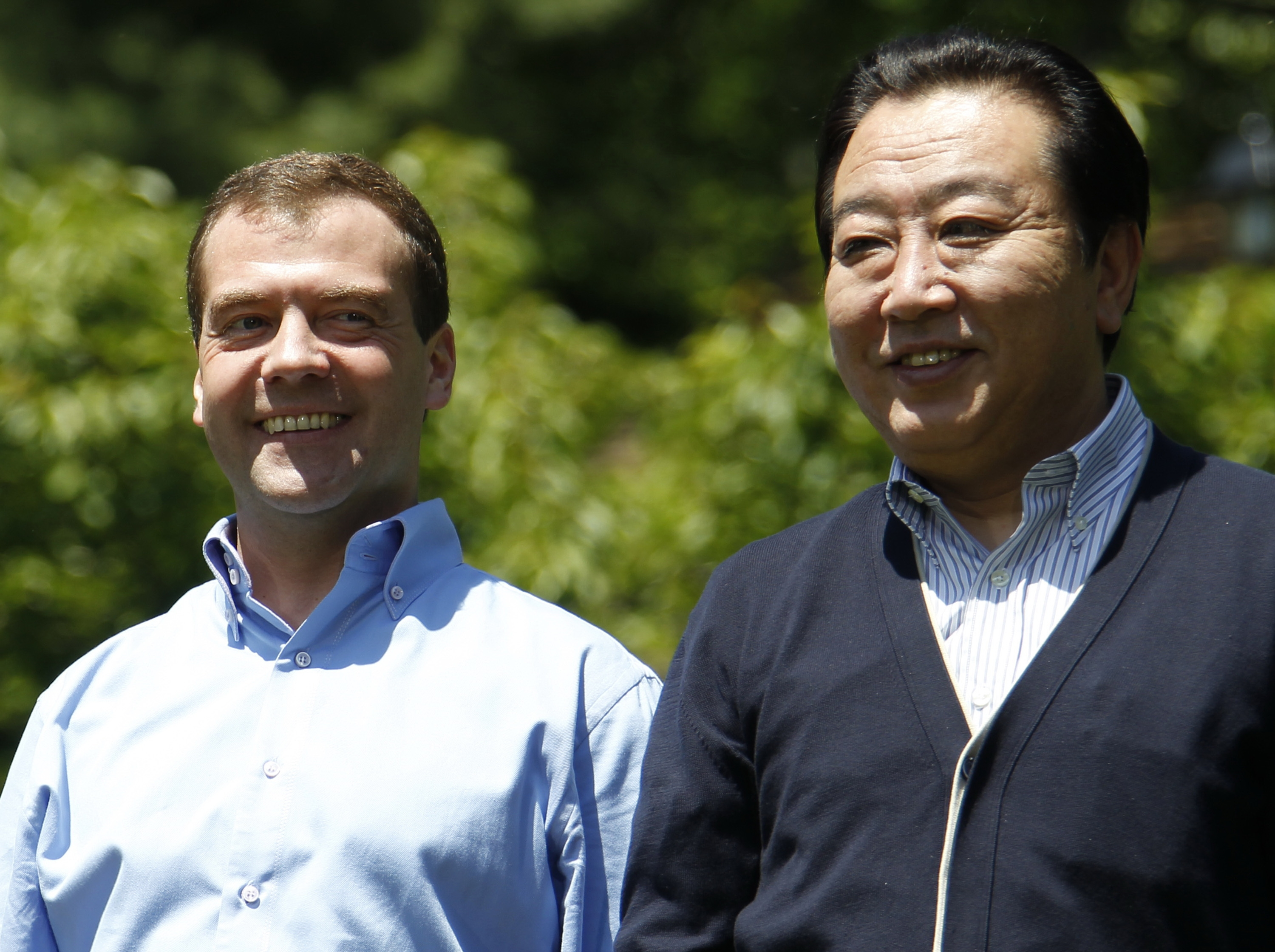
Noda und Dmitri Medwedew im Mai 2012 beim G8-Gipfel in Camp David

Nach dem Rücktritt Naoto Kans im August 2011 wurde Noda am 29. August 2011 zum neuen Vorsitzenden der DPJ und einen Tag später zum Premierminister von Japan gewählt. Die formelle Ernennung Nodas und seines Kabinetts durch Tennō Akihito erfolgte am 2. September 2011. Bei der Wahl zum Parteivorsitzenden im September 2012 wurde Noda klar im Amt bestätigt.
In Nodas Amtszeit fiel die Intensivierung des Konflikts mit der Volksrepublik China um die Senkaku-Inseln, als der Tokioter Gouverneur Shintarō Ishihara im April 2012 verkündete, die Inseln käuflich erwerben zu wollen. Im September gab Nodas Regierung bekannt, mit den privaten Besitzern über einen Kauf der bisher gepachteten Inseln für 2 Milliarden Yen (etwa 16,6 Millionen Euro, Kurs von Oktober 2019) einig geworden zu sein. Die chinesische Regierung reagierte darauf mit scharfen Protesten; so bezeichnete das chinesische Außenministerium diesen Schritt Japans als „ernstzunehmende Verletzung der chinesischen Souveränität“ und es folgten ein Boykott japanischer Produkte durch große Teile der chinesischen Bevölkerung sowie gewaltsame Proteste.
Ein weiteres Merkmal von Nodas Regierungszeit war seine geplante Erhöhung der Mehrwertsteuer von 5 % auf 10 % zur Bewältigung der Folgen des demografischen Wandels. Zu diesem Zweck einigte sich die DPJ am 21. Juni 2012 mit den Oppositionsparteien LDP und Kōmeitō im „3-Parteien-Abkommen“ (三党合意, san-tō-gōi) auf die Mehrwertsteuererhöhung, während sich innerhalb der DPJ großer Widerstand regte. Dieser war darauf zurückzuführen, dass die DPJ vor der Unterhauswahl 2009 versprochen hatte, die Mehrwertsteuer in der kommenden Legislaturperiode nicht zu erhöhen. Das Gesetz zur Mehrwertsteuererhöhung wurde schließlich am 26. Juni 2012 vom Unterhaus und am 10. August vom Oberhaus verabschiedet. Zwischenzeitlich hatten um den früheren DPJ-Vorsitzenden Ichirō Ozawa herum weitere 48 Abgeordnete die DPJ verlassen und gründeten am 11. Juli 2012 die Partei Kokumin no Seikatsu ga Daiichi (etwa „Das Leben der Bürger [kommt] zuerst“).

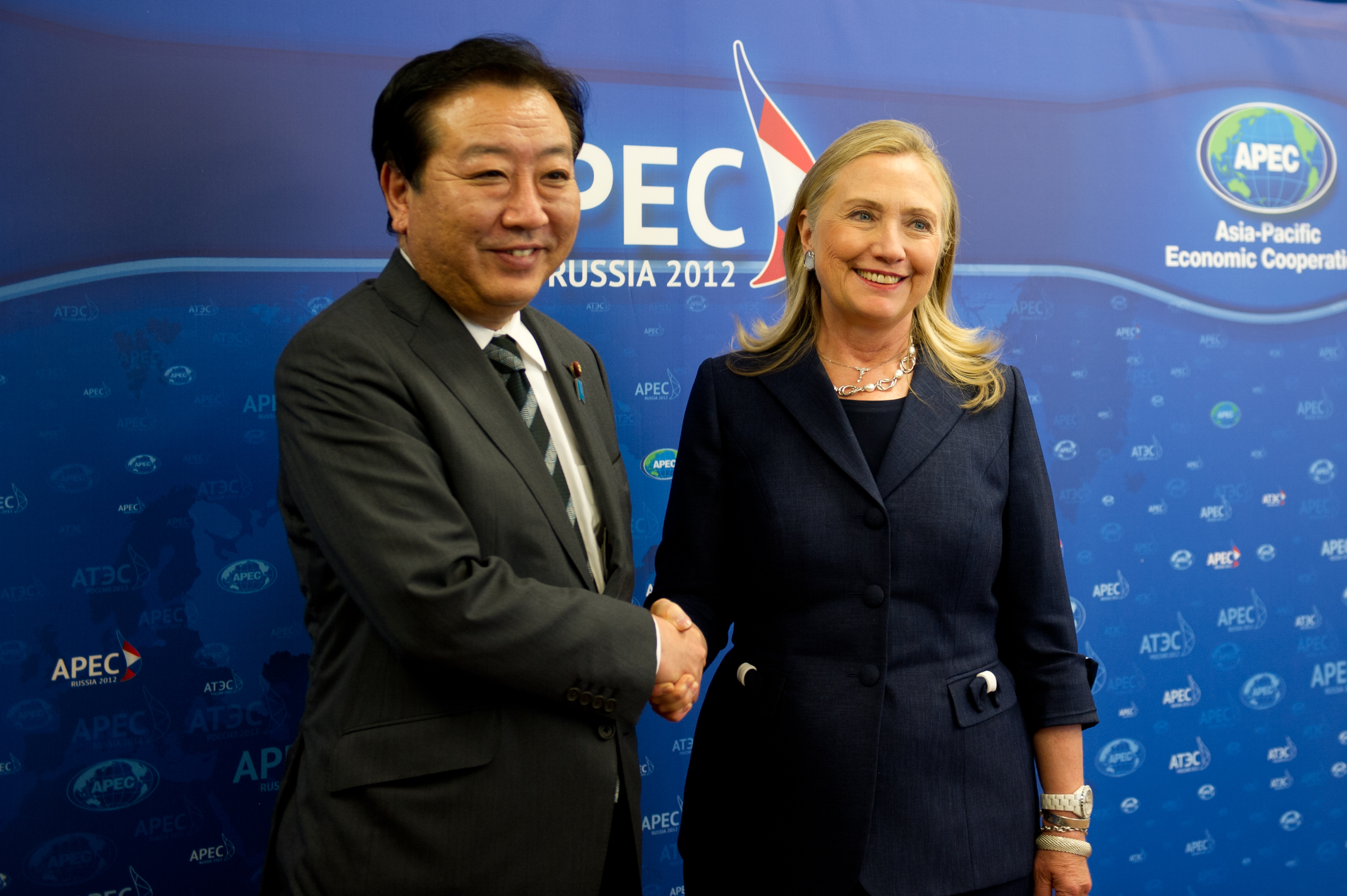
Noda und Hillary Clinton im September 2012

Noda verfolgte wie sein Vorgänger den Atomausstieg Japans, verkündete jedoch im Mai 2012, aufgrund eines möglichen Strommangels mehrere der infolge der Nuklearkatastrophe von Fukushima stillgelegten Kernkraftwerke wieder hochzufahren. Darüber hinaus zeigte Japan unter seiner Amtszeit im November 2012 erstmals offiziell Interesse an einer Beteiligung an der Transpazifischen Partnerschaft.
Nach der Niederlage der Demokratischen Partei bei der Unterhauswahl am 16. Dezember 2012 wurde Noda Ende Dezember 2012 als Regierungschef von Shinzō Abe (LDP) abgelöst. Die Demokratische Partei verlor drei Viertel ihrer bisherigen Sitze, Noda trat als Vorsitzender zurück; zu seinem Nachfolger wurde Banri Kaieda gewählt. Noda selbst konnte als einziger Abgeordneter der Demokraten landesweit sein Wahlergebnis gegenüber 2009 verbessern: Er erhielt im Wahlkreis Chiba 4 163.334 Stimmen – sein bestes Ergebnis seit der Einführung der Einmandatswahlkreise –, in absoluten Zahlen erhielt er rund 1.200 Stimmen mehr als 2009, sein Stimmenanteil verbesserte sich von 53,6 auf 57,3 %.

### Erneut in der Opposition
Im September 2016 wurde Noda in der Demokratischen Fortschrittspartei, in der die Demokratische Partei im Frühjahr 2016 aufgegangen war, unter der neuen Parteivorsitzenden Renhō Generalsekretär. Am 25. Juli 2017 gab er jedoch angesichts des historisch schlechten Wahlergebnisses der Partei bei der Präfekturparlamentswahl in Tokio 2017 seinen Rücktritt bekannt.
Nach der Fusion von Demokratischer Fortschrittspartei und Kibō no Tō zur Demokratischen Volkspartei, an der sich Noda nicht beteiligte, gründete er im Juni 2018 zusammen mit Hiroyuki Konishi (ex-demokratischer, parteiloser Senator für Chiba in der KDP-Fraktion) und Präfektur- und Kommunalpolitikern den Chiba minshu rengō („Demokratischer Bund Chiba“) – im rechtliche Sinne eine „politische Vereinigung“ (seiji dantai), keine Partei. Nach Nodas Vorstellung sollten in ihm die Politiker und Präfekturverbände der beiden Hauptnachfolgeparteien der Demokraten die Präfektur- und Kommunalwahlen im April 2019 in Chiba gemeinsam bestreiten und so zumindest präfekturweit eine geeinte Opposition zur LDP entstehen.
Im Januar 2019 übernahm er den Vorsitz der Fraktion Mushozoku no Kai (etwa „Versammlung der Unabhängigen“), nachdem der bisherige Fraktionsvorsitzende Katsuya Okada zur KDP-Fraktion gewechselt war, und nannte sie in Shakaihoshō o tatenaosu kokumin kaigi (etwa „Volkskongress zur Erneuerung sozialer Sicherheit“) um. Im September 2019 schloss sich zusammen mit Noda fast die gesamte Fraktion der Gemeinschaftsfraktion von KDP und DVP, Rikken Minshu/Kokumin/Shaho/Mushozoku Forum (立憲民主・国民・社保・無所属フォーラム; „KDP/DVP/Soz. Sicherheit/Unabhängiges Forum“), an. Am Zusammenschluss von KDP und DVP im September 2020 beteiligte sich auch Nodas Gruppe, sodass er nun der rechtlich neu gegründeten Konstitutionell-Demokratischen Partei angehört.
Bei der Wahl des KDP-Vorsitzenden 2024 setzte sich Noda gegen Yukio Edano durch; Amtsinhaber Kenta Izumi war bereits im ersten Wahlgang ausgeschieden.
Zur Shūgiin-Wahl 2024 gewann Chiba einen Wahlkreis und Noda wechselte in den neuen Wahlkreis 14, zu dem nun die nordöstlichen Teile von Funabashi und die Stadt Narashino gehören, und setzte sich mit 66 % der Stimmen klar gegen den Unternehmer Kyōsuke Takahashi (24 %, LDP) durch.